# 台湾假黄杨
台湾假黄杨（学名：Liodendron formosanum）为大戟科假黄杨属下的一个种。